# Phục bích tại châu Âu
Phục bích (chữ Hán: 復辟), còn được phiên âm là phục tích hay phục tịch, nghĩa đen là "khôi phục ngôi vua" là trường hợp một quân chủ đã từ nhiệm hoặc đã bị phế truất hay từng bị lật đổ bởi các cuộc cách mạng và đảo chính trong nước, thậm chí phải lưu vong do nạn ngoại xâm nhưng sau đó khôi phục lại được ngôi vị của mình.
Dưới đây là bản danh sách liệt kê tất cả những cuộc phục bích trong lịch sử nhân loại trên phạm vi toàn châu Âu tự cổ chí kim, ngoài những vị vua chính thống được công nhận ở đây có bổ sung thêm những nhân vật có quyền lực tương đương quân chủ bao gồm: các vị vua tự xưng tồn tại ngắn ngủi, những vị quyền thần thế tập (Lãnh chúa, Mạc phủ), những vị đứng đầu một chính thể độc lập kiểu như Tiết độ sứ hay Thống đốc và quân phiệt cát cứ thời loạn hoặc những vị nhiếp chính cùng hoàng tử giám quốc.

## Đế quốc Đông La Mã

### Nhà Leon
- Tarasicodissa (tại vị:474–9/1/475, phục vị:8/476–491)

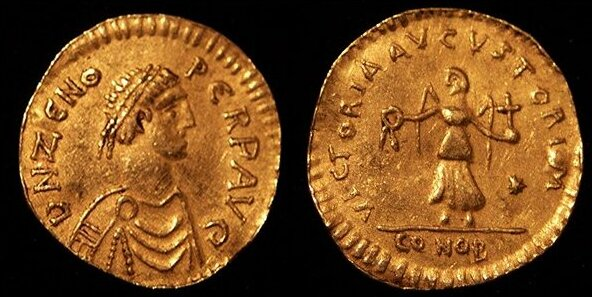
Tarasicodissa

Năm 475, Verina quyết định lật đổ người em rể Tarasicodissa để đưa người tình là Patricius lên thay thế với sự giúp đỡ tận tình của người em trai Basiliscus, những kẻ chủ mưu đã cố ý gây ra một loạt vụ bạo loạn ở thủ đô để chống lại vị hoàng đế gốc Isauria. Tarasicodissa dẫn vợ con trốn khỏi Constantinopolis trước tình thế hỗn loạn tràn lan trong kinh thành, Basiliscus phái Illus và Trocundes cấp tốc truy đuổi Tarasicodissa khiến ông buộc phải cố thủ trong một pháo đài dọc đường, chẳng mấy chốc Illus đã mang quân tới bao vây phong tỏa. Basiliscus vội vàng tự mình làm lễ đăng quang Hoàng đế Đông La Mã, rồi bí mật thủ tiêu người tình của Verina là Patricius nhằm loại trừ mối hiểm họa ảnh hưởng đến ngôi vị sau này. Do Basiliscus tiến hành nhiều chính sách gây mất lòng dân nên Tarasicodissa đã sai người mang vàng bạc sang thuyết phục Illus đứng về phía mình, cả hai cùng tiến quân về Constantinopolis. Basiliscus phái Armatus điểm binh nhằm bảo vệ kinh đô trước áp lực từ bên ngoài, vì quá ham tiền bạc nên chẳng mấy chốc Armatus đã bị mua chuộc, do vậy mà quân của Armatus đã làm lơ để mặc cho quân của Tarasicodissa tự do tiến vào Constantinopolis. Năm 476, thấy binh lực hùng mạnh của Tarasicodissa, Viện Nguyên lão liền cử người lén mở cổng thành cho quân Isauria xông vào, điều đó đã giúp vị hoàng đế bị phế truất trở lại ngôi báu, Basiliscus đại bại đành quy hàng.

### Nhà Herakleios
- Justinianos II (tại vị:685–695, phục vị:705–711)

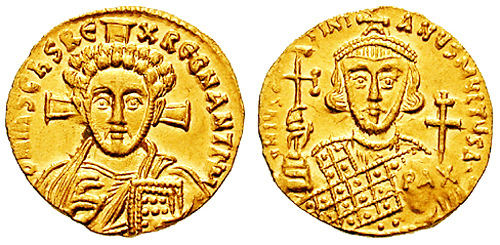
Justinianos II

Năm 695, dân chúng nổi dậy dưới sự lãnh đạo của Leontios, strategos của Hellas và tôn ông lên làm Hoàng đế. Sự kiện này này do hoàng đế Đông La Mã Justinianos II gây bất mãn tôn giáo liên tục, xung đột với giới quý tộc và sự không hài lòng về chính sách tái định cư của ông cuối cùng đã dồn thần dân của ông vào một cuộc bạo loạn. Justinianos II bị loạn quân tiến vào kinh thành phế truất và cắt đứt mũi (sau này được thay thế bằng một bản sao bằng vàng của cái mũi nguyên gốc) nhằm ngăn ngừa phục vị, ông bị triều đình mới đày đến Cherson ở Krym. Leontios sau ba năm trị vì thì lần lượt bị người tiếm vị tiếp theo là Tiberios Apsimaros hạ bệ và tống giam. Trong lúc sống lưu vong, Justinianos đã bắt đầu tính mưu kế và tập hợp những người ủng hộ nỗ lực giành lại ngôi vị hoàng đế, ông có nghĩa vụ phải tới Cherson và nhà chức trách quyết định trả ông trở về Constantinopolis vào năm 703. Nhân dịp đó ông trốn khỏi Cherson và nhận được sự giúp đỡ từ Ibusirus Gliabanus (Busir Glavan), khả hãn của người Khazar đón tiếp cựu hoàng một cách nhiệt tình và còn gả cô em gái của mình làm vợ nữa. Justinianos tiếp cận vua Tervel của Bulgaria, Tervel đồng ý chu cấp tất cả sự hỗ trợ quân sự cần thiết cho Justiniano phục vị để đổi lấy những cân nhắc về tài chính, phần thưởng là một vương miện của Caesar và Justinianos phải gả cô con gái Anastasia cho mình. Năm 705, Justinianos dẫn đầu một đội quân tiến đến trước dãy tường thành của Constantinopolis. Ông đã lén xâm nhập qua một đường ống dẫn nước chưa sử dụng dưới chân tường thành phố, khuấy động phe cánh ủng hộ của mình và chia nhau nắm quyền kiểm soát thành phố trong một cuộc đảo chính lúc nửa đêm, như vậy Justinianos đã thành công và lại lên ngôi một lần nữa.

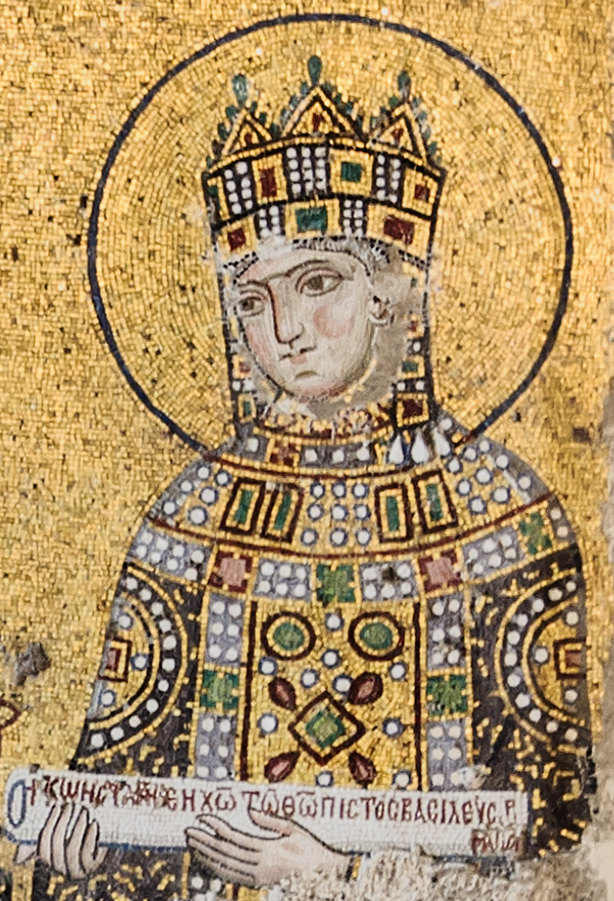
Zoë Porphyrogenita

### Nhà Makedonia
- Zoë Porphyrogenita (tại vị:1028-18/04/1042, phục vị:20/04/1042–1050)

Ngày 18/04/1042, Hoàng đế Mikhael V Kalaphates đã cho đày người mẹ nuôi và đồng trị vì Zoë Porphyrogenita, để rồi trở thành vị hoàng đế duy nhất nắm trọn quyền hành trong tay. Việc công bố sự kiện này vào buổi sáng đã dẫn đến một cuộc nổi loạn của dân chúng ở kinh thành Constantinopolis, cung điện bị một đám đông vây quanh kêu gọi phục hồi địa vị của Zoë Porphyrogenita ngay lập tức. Lời đề nghị này được đáp ứng, và Zoë Porphyrogenita quay trở lại trong vai trò đồng trị vì với người em gái Theodora vào hai ngày sau. Theodora tuyên bố hoàng đế Mikhael V Kalaphates bị phế truất, và ông ta đã chạy sang tìm kiếm nơi chốn an toàn trong tu viện Stoudios. Dù Mikhael đã tuyên thệ khoác áo thầy tu rồi thế mà vẫn bị triều đình bắt giam, chọc mù mắt và xử cung hình.

### Nhà Angelos
- Isaakios II Angelos (tại vị:1185–1195, phục vị:1203–1204)

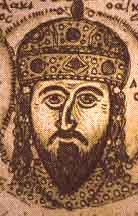
Isaakios II Angelos

Năm 1195, Alexios Angelos, anh trai của Hoàng đế Isaakios II Angelos, lợi dụng quân chủ bận ra ngoài quân doanh đi săn, đã tự mình xưng đế và được binh lính công nhận với hiệu là Alexios III. Isaakios II Angelos bị tân đế tập kích bất ngờ, bắt sống rồi sai người chọc mù mắt và đem giam tại Constantinopolis. Sau tám năm bị giam cầm, Isaakios II Angelos được đem ra từ chốn ngục tù để lên ngôi một lần nữa sau khi các quốc gia phương Tây tiến hành một cuộc Thập tự chinh thứ tư và Alexios III Angelos cùng đám tùy tùng trốn khỏi kinh thành. Những năm tháng tù đày đã làm suy nhược cả tâm trí và cơ thể của ông, và thái tử Alexios IV Angelos được đặt lên ngôi báu như một vị vua có năng lực trị quốc một năm sau đó. Chẳng bao lâu, viên đại thần có thế lực trong triều là Alexios Doukas Mourtzouphlos đã lợi dụng cuộc bạo loạn tại thủ đô để bắt giam Alexios IV Angelos và tiếm vị lấy hiệu là Alexios V, do quá sốc trước sự việc như vậy, Isaakios II Angelos qua đời.

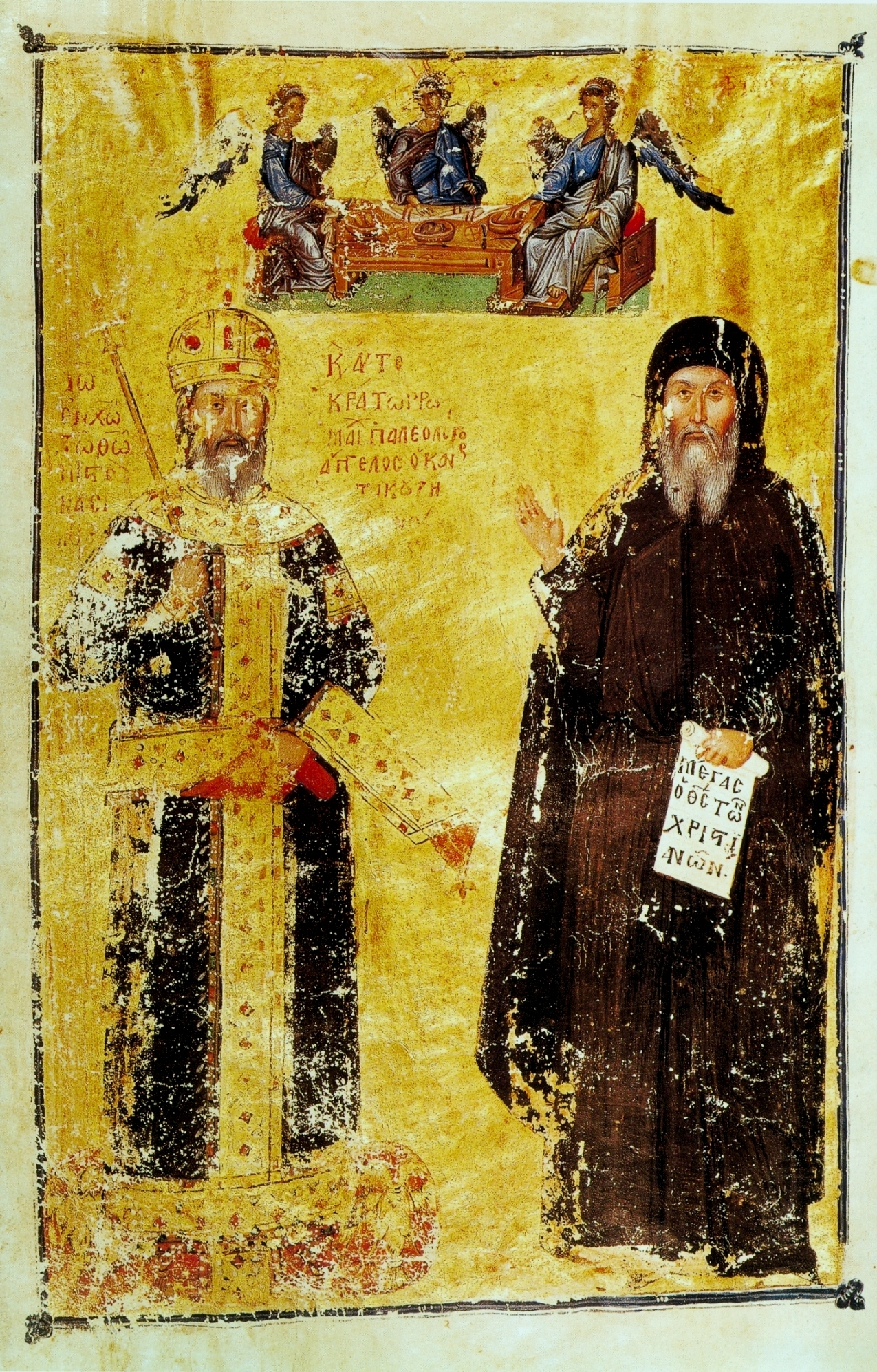
Ioannes VI Kantakouzenos

### Nhà Palaiologos
- Ioannes VI Kantakouzenos (tại vị1341, phục vị:1347–1354)

Năm 1341, Hoàng đế Andronikos III Palaiologos qua đời, Ioannes VI Kantakouzenos bỗng được chỉ định làm nhiếp chính và người giám hộ của Ioannes V Palaiologos mới lên chín. Nhân lúc Ioannes VI Kantakouzenos rời Constantinopolis đi thị sát xứ Morea, kẻ thù của ông đã nắm lấy cơ hội này mà tôn phò Ioannes V Palaiologos làm hoàng đế và ra lệnh giải tán quân đội trung thành với Ioannes VI Kantakouzenos. Khi đó, tại Didymoteichon ở Thracia, tin tức lan truyền đến nơi thì Ioannes VI Kantakouzenos cũng được binh sĩ ủng lập, kể từ đây đã đánh dấu sự bắt đầu của cuộc nội chiến giữa Ioannes Kantakouzenos và chế độ nhiếp chính ở Constantinopolis dẫn đầu bởi Anna xứ Savoy, Apokaukos và Thượng phụ. Năm 1347, Ioannes Kantakouzenos tiến vào thủ đô, Ioannes V Palaiologos đành chịu lép vế và tuân theo điều kiện chia sẻ quyền lực của ông, như vậy cả hai cùng làm hoàng đế Đông La Mã.
- Ioannes V Palaiologos (tại vị:1341–1376, phục vị:1379–14/4/1390, tái phục vị:17/9/1390–1391)

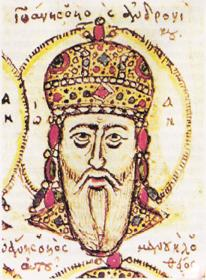
Ioannes V Palaiologos

Năm 1373, sultan của đế quốc Ottoman là Murad I buộc Ioannes V Palaiologos phải chịu sự thần phục như một chư hầu, con trai nhà vua là Andronikos IV Palaiologos liền liên minh với con trai của Murad là Savcı Bey dấy loạn chống lại cha mình nhưng thất bại nên bị nhốt trong tù. Năm 1376, người Genova đã giúp Andronikos IV Palaiologos trốn khỏi nhà tù tới chỗ sultan Murad I và đồng ý trả lại Gallipoli để được sự ủng hộ của vua Thổ cho nỗ lực cướp ngôi của ông. Sultan cho chu cấp đầy đủ một lực lượng hỗn hợp gồm kỵ binh và bộ binh cho Andronikos để có thể nắm quyền kiểm soát Constantinopolis. Sau khi chiếm được thành phố, Andronikos liền sai người bắt giam cả hai cha con Iohannes V và Manuel II. Năm 1379, hai cha con Ioannes và Manuel đã trốn đến chỗ sultan Murad và cũng nhờ sự hỗ trợ của Venezia nên họ đã lật đổ Andronikos vào cuối năm đó, người Venezia đã đưa Ioannes V Palaiologos phục vị cùng với Manuel II. Andronikos bèn trốn sang Galata và ở đó cho đến năm 1381 thì một lần nữa được làm đồng hoàng đế và thừa kế ngôi vị bất chấp sự phản bội trước đây. Năm 1390, Ioannes VII Palaiologos đã ra lệnh trục xuất ông nội Ioannes V Palaiologos và tự mình giữ vững ngôi vị được năm tháng, đến khi Ioannes V Palaiologos được đưa trở lại ngôi báu lần thứ ba bởi người con Manuel với sự giúp đỡ của nước Cộng hòa Venezia, Ioannes VII phải bỏ chạy sang nương náu Bayezid I của Đế quốc Ottoman.

## Cộng hòa Séc-Slovakia

### Nhà Přemyslid
- Boleslav III. Ryšavý (tại vị:999–1002, phục vị:1003)

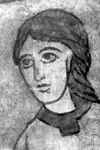
Boleslav III. Ryšavý

Năm 1002, một cuộc nổi dậy được tổ chức bởi các quý tộc của tộc Vršovci đối địch (cùng với con rể của Boleslaus III. Ryšavý) đã buộc Boleslav III. Ryšavý phải chạy trốn sang Đức, nơi ông được Margrave Henry I của Áo tiếp nhận. Trong khi đó, công tước Ba Lan Bolesław I đã đưa người họ hàng của Boleslaus III. Ryšavý là Vladivoj trên ngai vàng của Bohemian, tuy nhiên, Vladivoj là một người nghiện rượu và chết trong vòng một năm. Sau cái chết của Vladivoj vào năm 1003, các quý tộc ở vùng boho đã mời Boleslav III. Ryšavý quay về khôi phục quyền lực với sự hỗ trợ vũ trang từ Công tước Bolesław của Ba Lan. Nhưng Boleslav III. Ryšavý đã sớm tự làm suy yếu vị trí của chính mình bằng cách ra lệnh tàn sát các quý tộc hàng đầu trong nước, những người sống sót sau vụ thảm sát đã bí mật gửi sứ giả đến Bolesław của Ba Lan và cầu xin ông này cứu họ. Công tước Ba Lan sẵn sàng đồng ý bằng cách giả đò mời Boleslav III. Ryšavý đến thăm ông ta tại lâu đài riêng của mình ở Kraków, ở đó Boleslav III. Ryšavý bị mắc kẹt, bị chọc mù mắt và bị giam cầm cho đến chết.
- Přemysl Ottokar I (tại vị:1192–1193, phục vị:1197–1198)

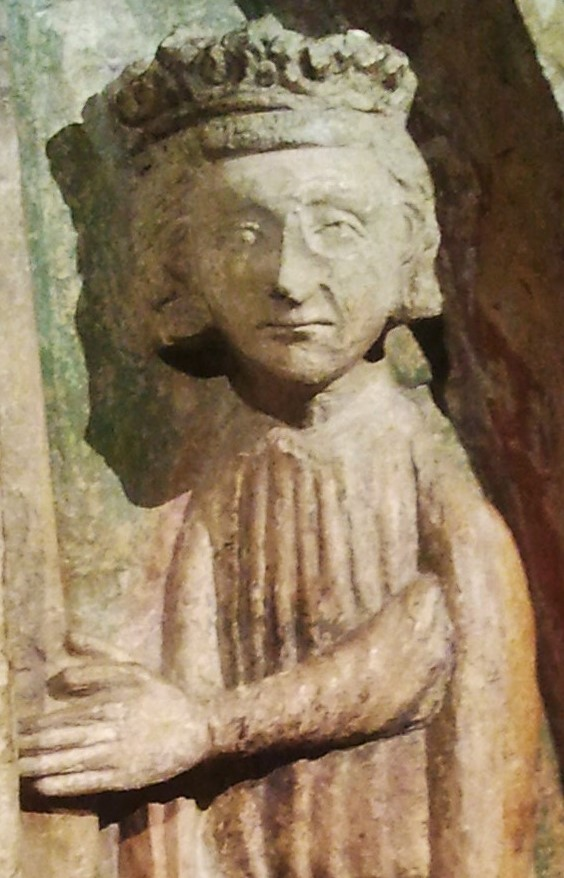
Přemysl Ottokar I

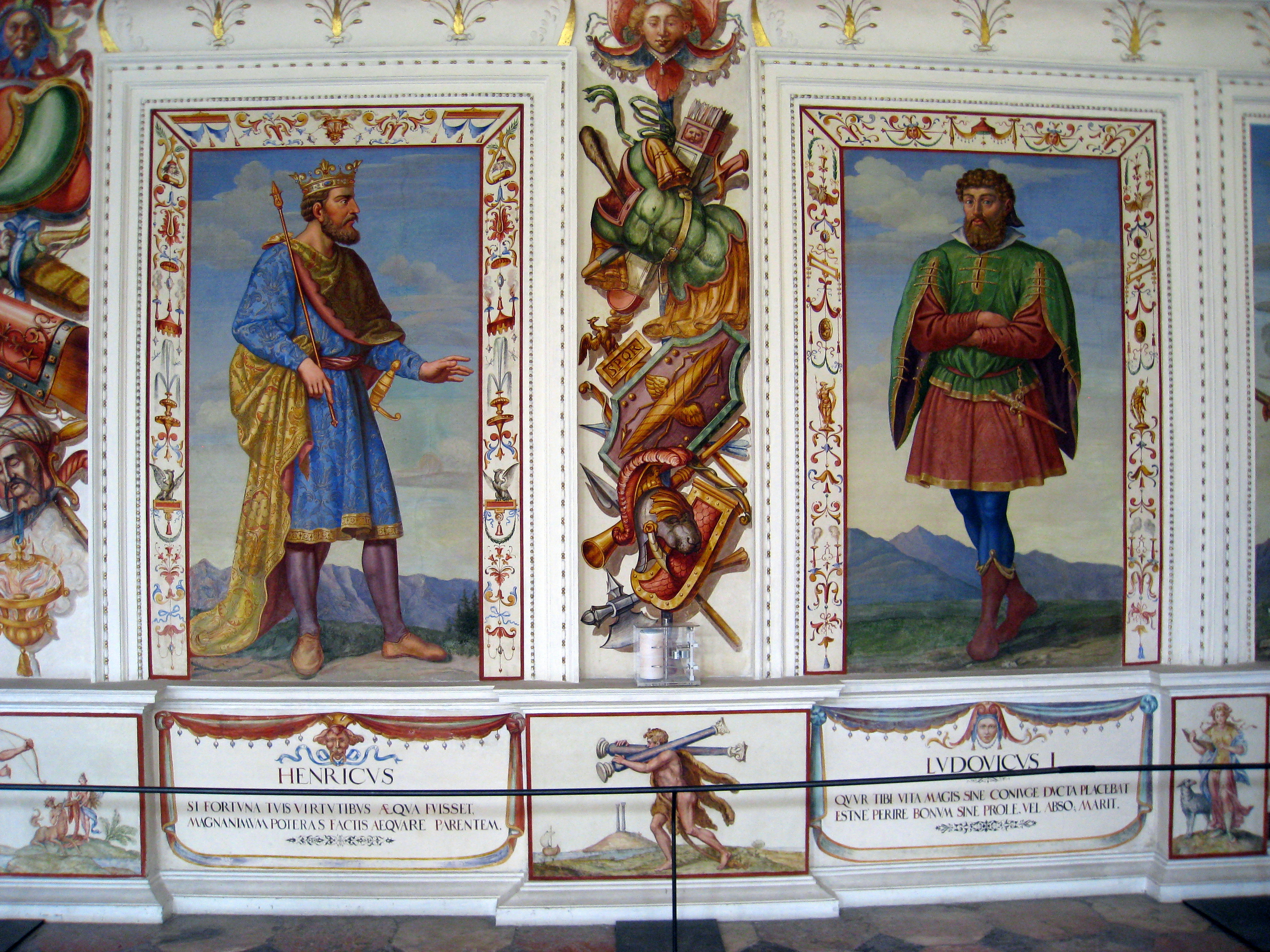
Jindřich Korutanský và anh trai Louis

Năm 1193, công tước Přemysl Ottokar I đã sớm bị lật đổ sau chưa đầy một năm được Hoàng đế La Mã Henry VI công nhận là người cai trị xứ Bohemia, vì ông tham gia một âm mưu của các hoàng tử Đức để hạ bệ triều đại Hohenstaufen. Henry Bretislaus lên ngôi thay thế cho tới năm 1197 thì chết, các quý tộc ở vùng boho đã bầu Margrave Vladislaus Henry (anh trai Přemysl Ottokar I) làm người kế vị, tức Vladislaus III. Nhưng Přemysl Ottokar I đã thỏa thuận với anh trai mình, công tước Vladislaus III, từ bỏ Bohemia cho ông ta và thỏa mãn với Moravia. Lợi dụng cuộc nội chiến ở Đức giữa người yêu sách Hohenstaufen Philip của Swabia và ứng cử viên Welf Otto IV, Ottokar I tuyên bố mình là vua xứ Bohemia lần thứ hai vào năm 1198, ông tự lên ngôi ở Mainz. Danh hiệu này được hỗ trợ bởi Hohenstaufen Philip của Swabia, người cần sự hỗ trợ của quân đội Tiệp Khắc chống lại Otto.
- Jindřich Korutanský (tại vị:1306, phục vị:1307–1310)

Năm 1306, công tước Jindřich Korutanský, vua của Bohemia đồng thời là Margrave của Moravia và cũng là vua của Ba Lan bị lật đổ. Lúc đó, nhà cầm quyền người boho đã chuẩn bị cho một chiến dịch quân sự chống lại Ba Lan và bổ nhiệm nhiếp chính anh rể của mình, bởi sau vụ ám sát của Wenceslaus, Přemyslids đã tuyệt chủng trong dòng dõi nam và Jindřich Korutanský được bầu chọn bởi người quý tộc của người Hồi giáo chống lại ý chí của cựu vương đồng minh Albrecht I của Đức, người dự định sẽ cài đặt con trai cả của ông là Rudolf ở Habsburg trên ngai vàng của Bohemian. Quân đội của vua Albert I ngay lập tức tấn công thành phố Bohemia, bao vây lâu đài Prague và phế truất Jindřich Korutanský, ông buộc phải nhượng bộ vì lực lượng vượt trội của họ. Tuy nhiên, Rudolf của Habsburg không bao giờ được giới quý tộc Bohemian chấp nhận, và sau cái chết bất ngờ của ông này vào năm 1307, Jindřich Korutanský lại được bầu làm Vua xứ Bohemia.

### Nhà Luxemburg

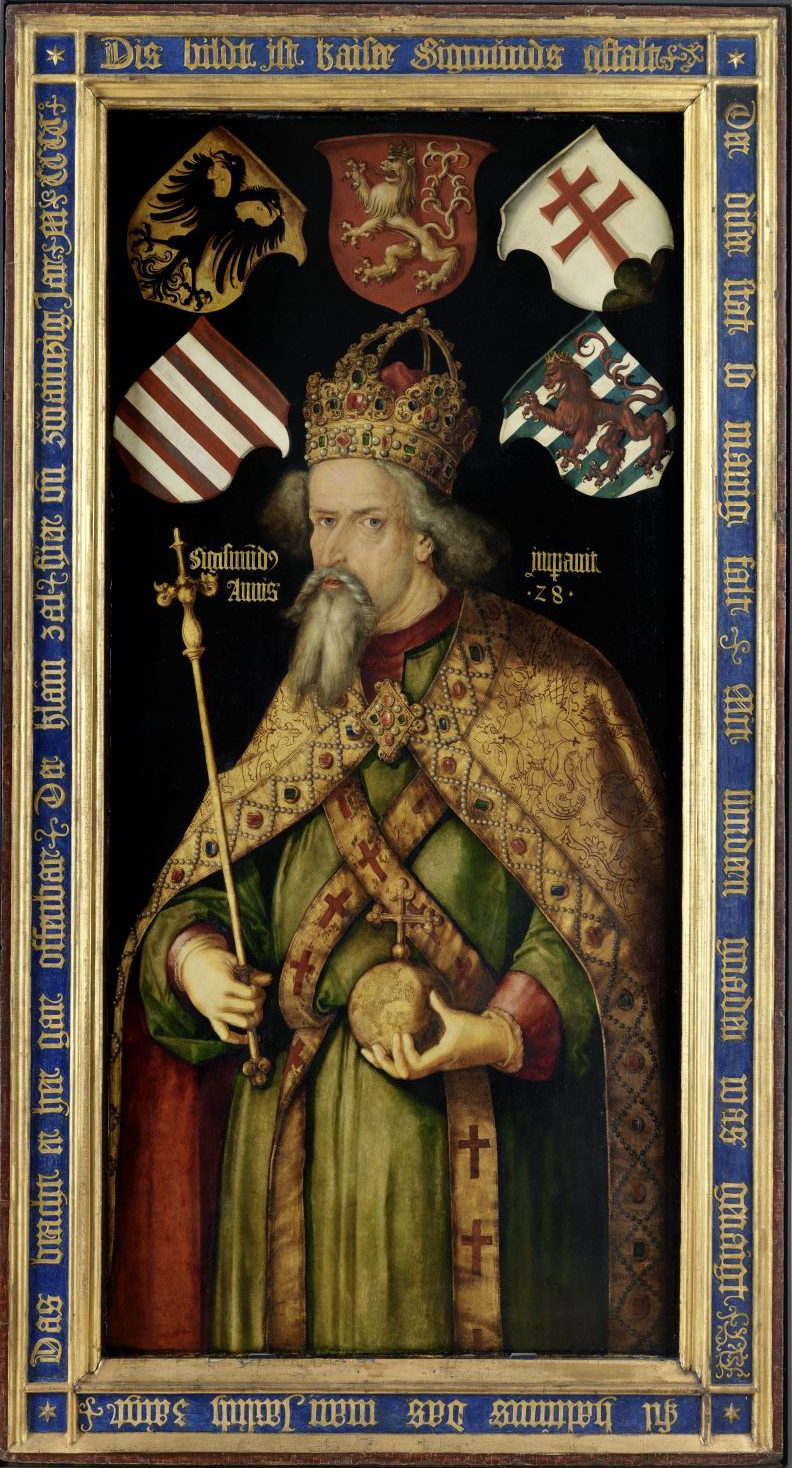
Sigismund von Luxemburg

- Sigismund von Luxemburg (tại vị:1419–1420, phục vị:1436–1437)

Năm 1420, cuộc chiến tranh Hussite đã làm gián đoạn chức vụ của Sigismund von Luxemburg, giai đoạn này ở Bohemia không có vua. Mãi đến năm 1436, ông mới chính thức tái đăng vị làm vua của xứ Bohemia.

### Đại công tướcxứStyria
- Ferdinand II (tại vị:1617–1619, phục vị:1620–1637)

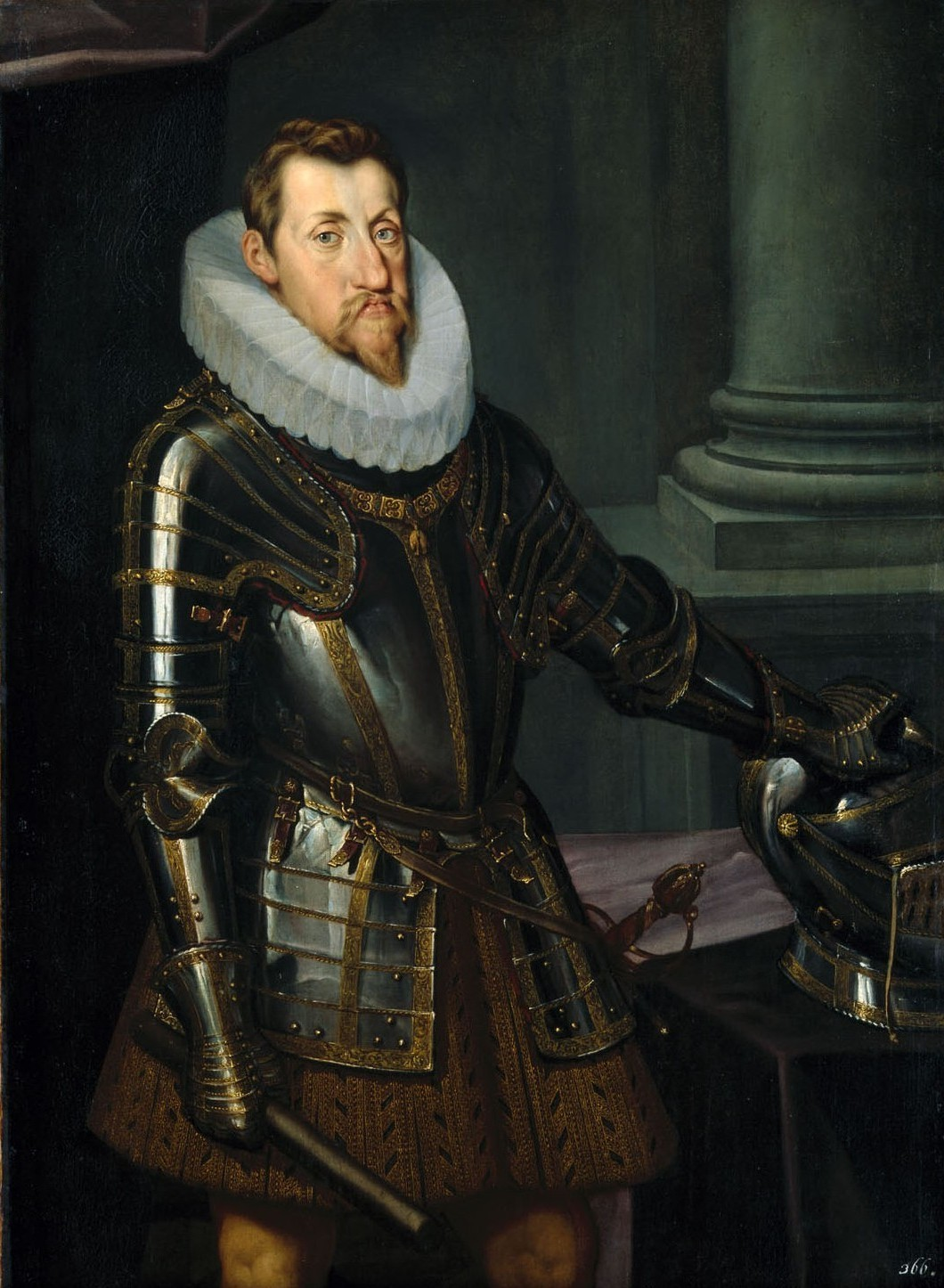
Ferdinand II

Năm 1619, Hoàng đế Matthias của Thánh chế La Mã qua đời, người kế vị của ông là Ferdinand II, Đại công tước xứ Styria. Mặc dù Ferdinand II trước đây đã được trao vương miện của quốc vương Styria, nhưng quốc hội đã từ chối công nhận tính hợp pháp của nó. Lo lắng về cuộc xâm lược của gia đình Habsburg, Quốc hội Styria và các thành viên của Lãnh thổ Bohemian Crown đã họp tại Prague để tìm kiếm một liên minh, và cuộc họp đã giải quyết chống lại gia đình Habsburg. Kết quả, Đại hội đồng Bohemian đã tuyên bố tước quyền của vua Bohemia của Ferdinand II, cuộc chiến giữa vương quốc Bohemia và gia đình Habsburg là không thể tránh khỏi, và cuộc bầu cử của Đức đối với Ferdinand dự đoán rằng điều này sẽ dẫn đến một cuộc chiến kéo dài. Ứng cử viên vua ban đầu cho Bohemians là Saxon, người sau đó đã từ chối Bohemian, điều này làm cho Frederick V trở thành một ứng cử viên nổi tiếng. Estates của tất cả các vùng đất của Vương miện Bohemian đã thành lập một liên minh vào ngày 31 tháng 7, họ hạ bệ Ferdinand II vào ngày 22 tháng 8 và bốn ngày sau, họ trao vương miện cho Frederick V. Frederick V đã cố gắng thuyết phục các đại cử tri bầu Maximilian I của Bavaria làm Hoàng đế La Mã thần thánh mới, nhưng Maximilian I không chấp nhận ứng cử và Ferdinand II được nhất trí bầu làm hoàng đế. Sở dĩ các điền trang đã chọn Frederick V vì ông này là lãnh đạo của Liên minh Tin lành, một liên minh quân sự do người cha Frederick IV thành lập và hy vọng sự hỗ trợ của bố vợ của Frederick IV, James VI của Scotland. Tuy nhiên, James VI đã phản đối việc tiếp quản Bohemia từ các đồng minh của Habsburg và Frederick V trong Liên minh Tin lành đã không hỗ trợ anh ta về mặt quân sự bằng cách ký Hiệp ước Ulm (1620). Triều đại ngắn ngủi của Frederick V là vua xứ Bohemia đã kết thúc với thất bại tại trận chiến Núi Trắng vào ngày 8 tháng 11 năm 1620 - một năm bốn ngày sau khi đăng quang, Ferdinand II quay trở lại vừa làm hoàng đế La Mã thần thánh kiêm luôn cả đại công tước xứ Styria.

## Hungary
Vương quốc Hungary:
- Peter Orseolo (tại vị:1038–1041, phục vị:1044–1046)

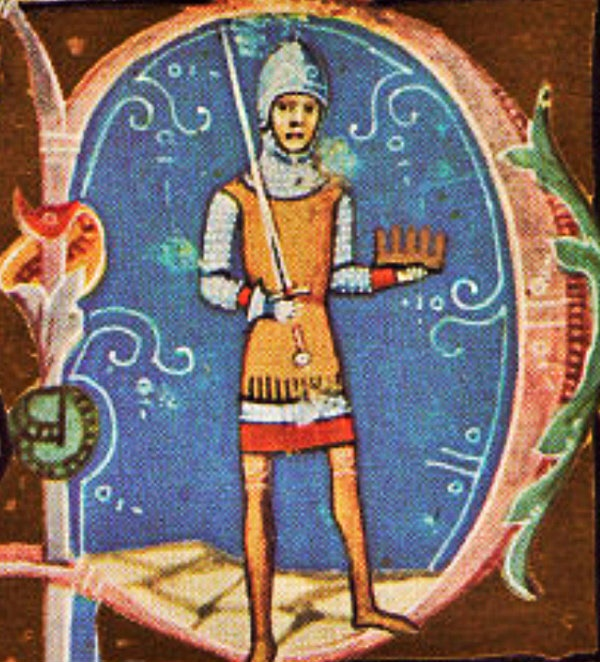
Peter Orseolo

Năm 1041, bởi sự thiên vị của Peter Orseolo đối với các cận thần nước ngoài (ông ưa thích các cận thần người Đức và người Ý) đã gây ra cuộc nổi dậy kết thúc bằng việc ông bị lật đổ. Ngoài ra, trước đó Peter Orseolo từng tịch thu tài sản của gì, nữ hoàng Jizera và đưa bà này vào tù, Jizera tìm kiếm sự giúp đỡ từ các lãnh chúa Hungary, người đổ lỗi cho một trong những mục yêu thích của Peter Orseolo vì những hành động sai trái của quốc vương và yêu cầu ông phải ra tòa xét xử. Khi nhà vua từ chối, các lãnh chúa đã tịch thu và sát hại cố vấn không được lòng dân của ông và thực hiện việc phế truất quốc vương. Họ đã bầu một vị vua mới, Samuel Aba, một cháu trai khác của vua Stephen I. Sau khi bị trục xuất, Peter the Venetian trốn sang Áo, để tìm sự bảo vệ của anh rể của mình, Margrave Adalbert, ông đã tiếp cận Hoàng đế Henry III để được giúp đỡ chống lại Samuel Aba. Henry III đã phát động cuộc thám hiểm đầu tiên chống lại Hungary vào năm 1042, lực lượng quân Áo đã tiến lên phía bắc sông Danube đến sông Garam. Hoàng đế đã lên kế hoạch khôi phục Peter Orseolo, nhưng người dân địa phương lại phản đối mạnh mẽ. Peter Orseolo trở lại Hungary vào năm 1044, và được nhiều lãnh chúa Hungary tham gia trước sự lãnh đạo của ông. Trận chiến quyết định được chiến đấu vào ngày 5 tháng 6 tại Ménfő (gần Győr), nơi lực lượng của Samuel Aba bị đánh bại. Mặc dù Samuel Aba trốn thoát khỏi chiến trường, những người ủng hộ của Peter Orseolo đã truy bắt tới cùng và giết chết ông ta.
- Maria I (tại vị:1382–1385, phục vị:1386, tái phục vị:1387–1395)

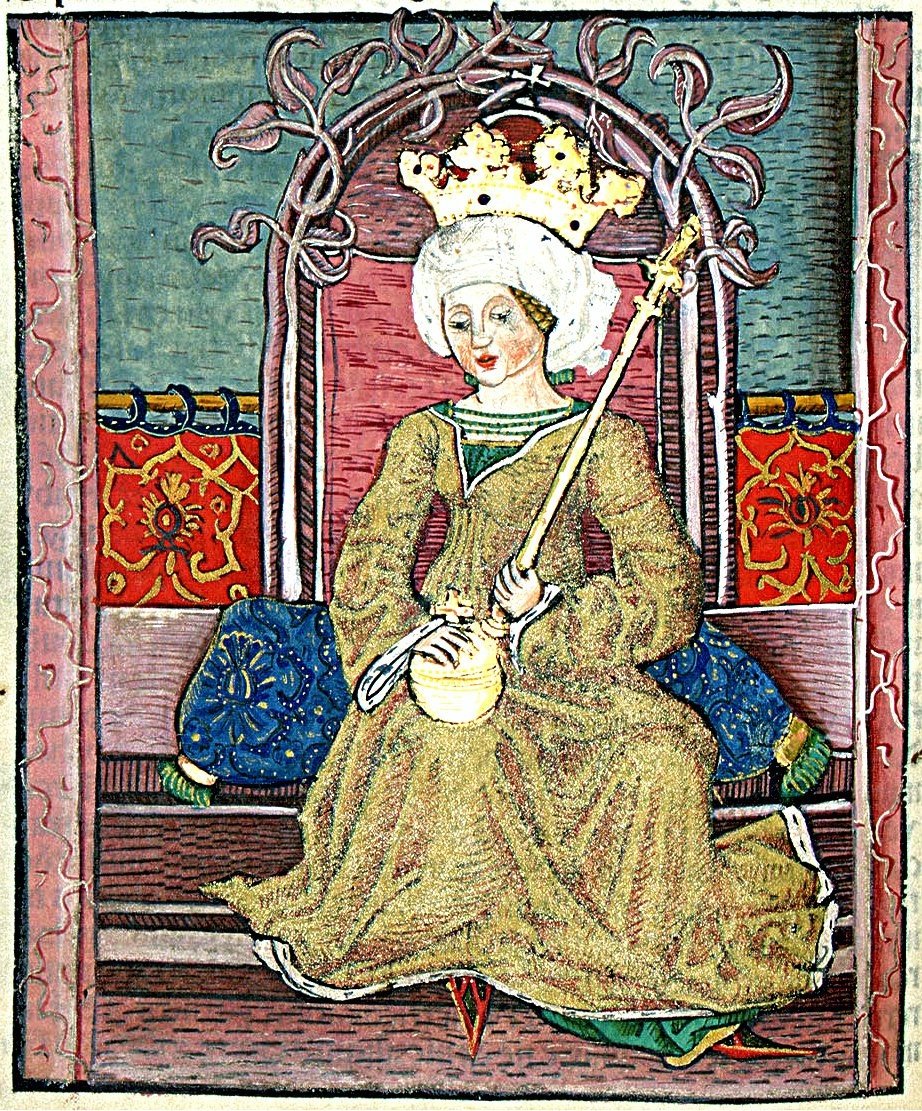
Maria I

Năm 1385, nhiều nhà quý tộc ủng hộ Charles của Napoli, diễu hành về phía Buda. Nữ hoàng Maria và mẹ cô đã tiếp đón ông ta một cách lịch sự, Maria từ bỏ vương miện mà không gặp phải sự kháng cự nào đáng kể. Vấn đề này khởi đầu từ lúc bà mới lên ngôi, mẹ của Maria, Elizabeth của Bosnia người đảm nhận vương quyền, đã loại bỏ các quý tộc Ba Lan khỏi lời thề trung thành với Maria để ủng hộ em gái của bà là Jadwiga. Ý tưởng về một nữ quân vương vẫn không được các nhà quý tộc Hungary ưa chuộng, phần lớn trong số họ coi người anh em họ xa của Maria, Charles III của Napoli, với tư cách là vị vua hợp pháp. Để củng cố vị trí của Maria, mẹ của nữ hoàng muốn bà kết hôn với Louis, em trai của Charles VI của Pháp. Charles III của Napoli đến Dalmatia vào năm 1385, Sigismund của Luxembourg đã xâm chiếm Thượng Hungary (nay là Slovakia), buộc mẹ của nữ hoàng phải đồng ý cho mình kết hôn với Maria. Tuy nhiên, họ không thể ngăn Charles vào Buda, sau khi Maria từ bỏ ngai vàng, Charles III của Napoli lên ngôi vua, nhưng ông đã bị sát hại trong sự xúi giục của mẹ Maria vào năm 1386. Maria đã được phục hồi, mẹ của nữ hoàng đã thông báo cho công dân của Kőszeg rằng "Nữ hoàng Maria đã lấy lại được Vương miện Thánh". Tuy nhiên, anh em nhà Horvat đã nổi dậy trong cuộc nổi loạn công khai thay mặt cho con trai của vị vua bị sát hại, Ladislaus của Naples. Chồng của Maria, Sigismund, và anh trai của ông, Wenceslaus, đã xâm chiếm Thượng Hungary vào tháng Tư. Sau nhiều tuần đàm phán, nữ hoàng thừa nhận vị trí của Sigismund là người phối ngẫu trong một hiệp ước đã được ký kết tại Győr vào đầu tháng 5. Họ cũng xác nhận việc thế chấp của Sigismund đối với các vùng đất phía tây Vág cho Jobst và Prokop của Moravia. Sau khi hiệp ước được ký kết, nữ hoàng trở lại Buda và Sigismund đã tới Bohemia. Một lần, Elizabeth của Bosnia cùng Maria quyết định đến thăm các quận phía nam của vương quốc được kiểm soát bởi những người ủng hộ Ladislaus của Napoli, trên đường qua Đakovo, John Horvát đã phục kích tấn công bất ngờ và cuộc truy quét của họ tại Gorigate. Đoàn tùy tùng nhỏ của nữ hoàng đã chiến đấu với những kẻ tấn công, nhưng tất cả đều bị giết hoặc bị bắt, Elizabeth cầu xin những kẻ tấn công hãy tha mạng cho con gái mình, cả hai mẹ con đều bị nhốt trong tù, giam cầm tại lâu đài Gomnec, sau đó kéo đến Krupa, và từ đó đến lâu đài Novigrad trên bờ biển Adriatic. Lợi dụng tình trạng hỗn loạn ở Hungary, quân đội Ba Lan đã xâm chiếm Lodomeria và Halych vào tháng Hai. Sigismund lên ngôi vua năm 1387 như đã quyết định rằng vương quốc không còn có thể không có một người cai trị hiệu quả, một trong những người ủng hộ ông, Ivan of Krk, đã bao vây lâu đài Novigrad với sự hỗ trợ của một hạm đội của Venice. Họ chiếm được lâu đài và giải phóng Maria, và từ đó bà lên ngôi lần thứ ba với tư cách đồng cai trị cùng chồng cho đến cuối đời.

Peter IV

## Bulgaria
Đế quốc Bulgaria thứ hai:
- Peter IV (tại vị:1185–1186, phục vị:1187–1190, tái phục vị:1196–1197)

Năm 1186, Hoàng đế Đông La Mã Isaakios II Angelos đã lãnh đạo một cuộc tấn công bất ngờ nhân lúc nhật thực ngày 21 tháng 4 và đánh bại đế chế thứ II của Bulgaria khi nhà nước này vừa mới thành lập không lâu, vua Peter IV cùng em trai là Ivan Asen I phải chạy trốn khỏi quê hương và băng qua Hạ lưu sông Danube, tìm kiếm sự hỗ trợ quân sự từ phía người Cumans. Isaakios II nghĩ rằng chiến thắng của mình là quyết định và trở về Constantinople mà không đảm bảo sự bảo vệ của Paristrion, nhưng Peter IV đã được các thủ lĩnh người Cumans đem quân tới giúp trở lại ngai vàng năm 1187. Năm 1190, Peter IV trao ngai vàng cho em trai mình là Ivan Asen I. Ivan Asen I tỏ ra là một dũng tướng thiện chiến khi đã đem quân đánh phá khắp nơi mở mang bờ cõi đế quốc Bulgaria, nhưng đến năm 1196 ông bị người anh em trong họ là Ivanko sát hại, Peter IV đã dẹp tan được Ivanko để lên ngôi vua Bulgaria lần thứ ba. Tuy nhiên, cuộc phục bích lần này cũng kéo dài chưa đầy một năm, Peter IV đã bị sát hại "trong hoàn cảnh mơ hồ", ông đã "chạy qua thanh kiếm của một trong những người đồng hương của mình".

## Albania
Vương công Albania:

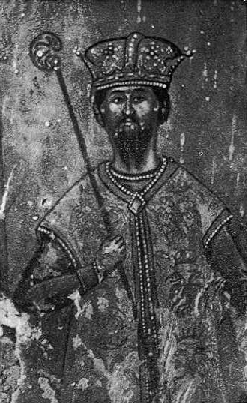
Karl Topia

- Karl Topia (tại vị:1368–1383, phục vị:1385–1387)

Năm 1382, Balša Balšić đã chuẩn bị thực hiện một nỗ lực thứ tư để chinh phục Durrës, một trung tâm chiến lược và thương mại quan trọng, được cai trị bởi đối thủ của ông, Karl Thopia. Năm 1383, Balša II bắt đầu một cuộc tấn công, bắt giữ Karl Thopia, và tự xưng là Công tước Dur Dur (Durrës). Tuy Karl Thopia bị bắt làm tù binh nhưng trước đó từng cử sứ giả tới đế quốc Ottoman kêu gọi người Thổ Nhĩ Kỳ giúp đỡ, Murat I gửi một đội quân gồm 40.000 người do tướng Hajruddin Pasha lãnh đạo từ Macedonia kéo sang. Năm 1385, ở vùng đồng bằng Savra giữa Elbasan và Lushnja, Balša II đã chiến đấu với người Thổ Nhĩ Kỳ và bị đánh bại và giết chết tại trận Savra, trên cánh đồng Saurian. Người Ottoman đã chặt đầu Balša II và gửi nó như một món quà độc quyền cho Hajreddin Pasha, điều này đánh dấu sự kết thúc của sự cai trị của gia đình ông đối với Durazzo. Karl Thopia được phóng thích, một lần nữa giành được quyền kiểm soát Durazzo, nhưng từ đó Albania thuộc phạm vi ảnh hưởng của đế quốc Ottoman.

## Bồ Đào Nha

### Vương quốc Bồ Đào Nha và Algarves
Nhà Braganza: 
- Dona Maria II Maria da Glória Joana Carlota Leopoldina da Cruz Francisca Xavier de Paula Isidora Micaela Gabriela Rafaela Gonzaga (tại vị:1826–1828, phục vị:1834–1853)

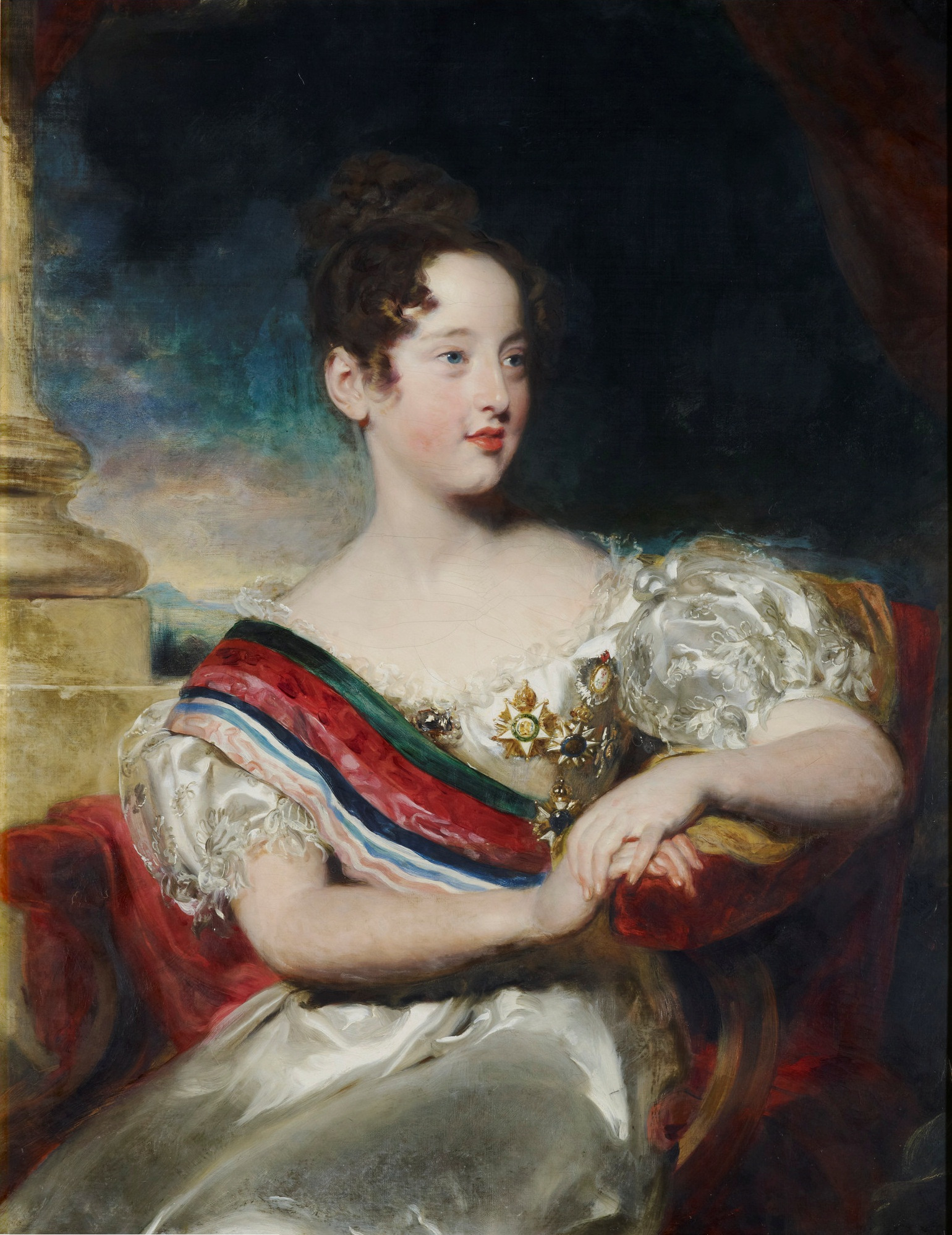
Dona Maria II

Năm 1828, Miguel I tuyên bố cướp chính quyền từ tay cháu gái Dona Maria II. Trận chiến kế vị của ông ta và anh trai Pedro I của Brazil và IV của Bồ Đào Nha kết thúc năm 1834 khiến Miguel I phải thoái vị và trả lại ngôi báu cho cháu gái Maria II, Miguel I lui về làm công tước Braganza cho đến hết đời. Sự kiện trên khởi nguồn từ cuộc khủng hoảng kế vị sau khi vua John VI qua đời, nhà vua có một người con trưởng là Pedro I, nhưng Pedro I đã tuyên bố nền độc lập của Brazil vào năm 1822 với chính mình là Hoàng đế. Nhà vua quá cố còn một người con trai thứ Miguel I, nhưng Miguel I đã bị đày đến Áo sau khi lãnh đạo một số cuộc cách mạng chống lại cha mình. Trước khi qua đời, John VI đã đề cử con gái của mình, Infanta Isabel Maria, làm nhiếp chính cho đến khi "người thừa kế hợp pháp trở về vương quốc" - nhưng nhà vua lại không xác định được con trai mình là người thừa kế hợp pháp: Pedro I (Hoàng đế tự do của Brazil) hay Miguel I (hoàng tử lưu vong). Hầu hết mọi người coi Pedro I là người thừa kế hợp pháp, nhưng dân chúng Brazil không muốn ông này hợp nhất ngai vàng của Bồ Đào Nha và Brazil. Nhận thức được rằng những người ủng hộ em trai của mình đã sẵn sàng để đưa Miguel I trở lại và đưa ông này lên ngai vàng, Pedro I quyết định cho một lựa chọn đồng thuận hơn, ông ta sẽ từ bỏ yêu sách của mình cho ngai vàng Bồ Đào Nha để ủng hộ con gái Dona Maria II (lúc đó mới 7 tuổi), và rằng cô sẽ kết hôn với chú ruột Miguel I, người sẽ chấp nhận hiến pháp tự do và hành động như một nhiếp chính cho đến khi cháu gái của ông ta chiếm đa số. Miguel I giả vờ chấp nhận, nhưng khi tới Bồ Đào Nha, ông ta ngay lập tức phế truất Dona Maria II và tự xưng là vua, bãi bỏ hiến pháp tự do trong quá trình này. Năm 1831, Pedro I đã từ bỏ vương miện của Brazil, truyền ngôi cho con trai Pedro II, và đến Châu Âu cùng với con gái Dona Maria II (bấy giờ đã lưu vong sang Brazil) để ủng hộ quyền của con gái ông với vương miện từ Bồ Đào Nha và gia nhập lực lượng trung thành với Dona Maria II ở Azores trong cuộc chiến chống lại Miguel I. Pedro I lấy danh hiệu Công tước xứ Braganza và Nhiếp chính nhân danh con gái Dona Maria II, sau đó tiến hành cuộc bao vây Porto và một loạt các trận quyết chiến đẫm máu để kết cục giành lấy thắng lợi tuyệt đối. Pedro I đến Lisbon và triệu tập con gái Dona Maria II từ Paris về nước, buộc Miguel I phải thoái vị. Dona Maria II được khôi phục lại ngai vàng, và đã hủy bỏ hôn ước với chú ruột của mình, nhưng chưa được bao lâu, cha cô đã qua đời vì bệnh lao. Trước đây, Dona Maria II từng làm công tước xứ Braganza (1822–1826) và sau đó là công tước xứ Porto (1833–1838).

## Đại công quốc Luxembourg
- Charlotte (tại vị:1919–1940, phục vị:1945–1964)

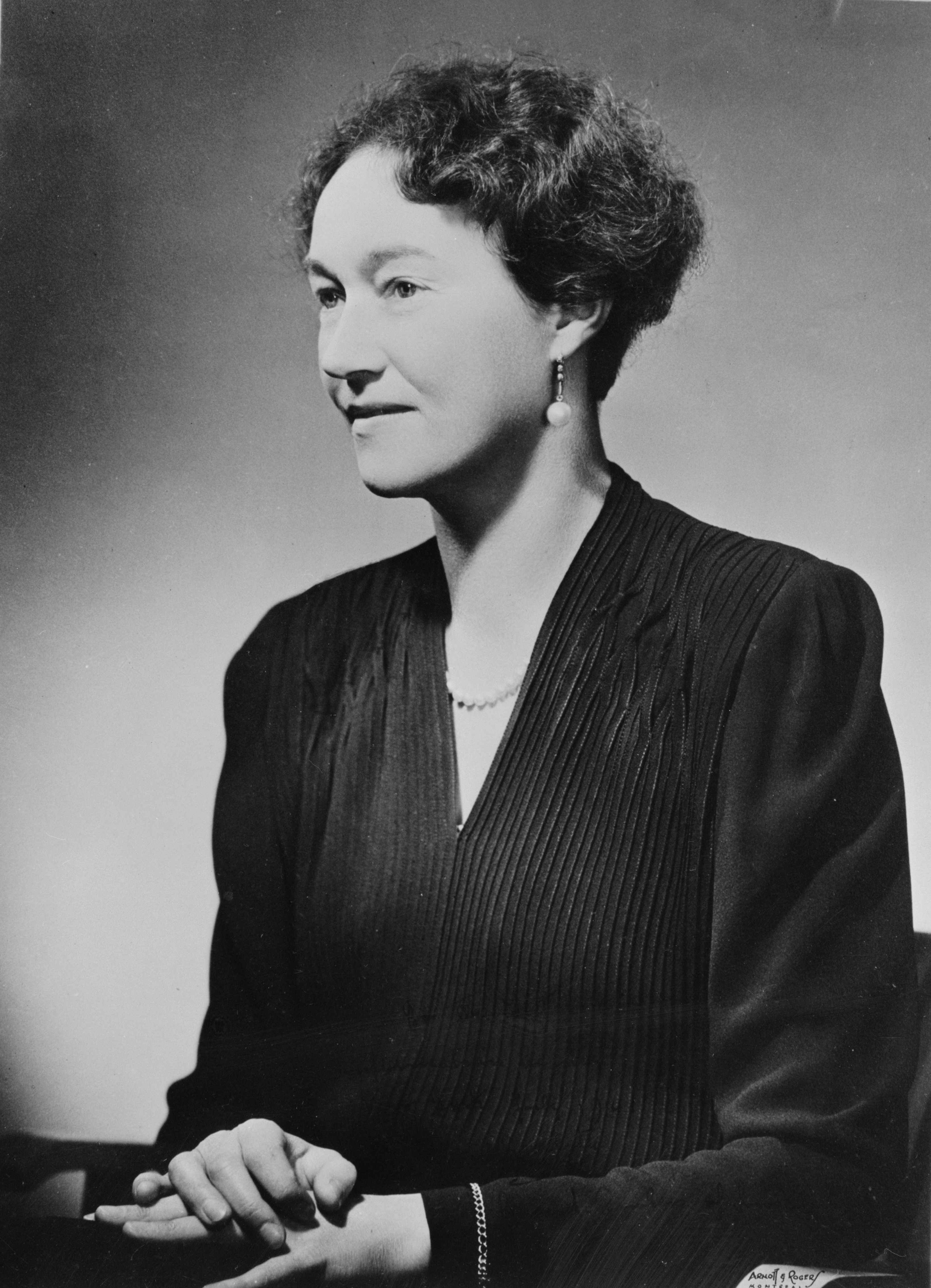
Charlotte

Trong Chiến tranh thế giới thứ hai, đại gia đình nữ đại công tước Charlotte đã rời khỏi Luxembourg ngay trước khi quân đội Đức Quốc xã xuất hiện, tính trung lập của Luxembourg bị vi phạm nghiêm trọng vào ngày 9 tháng 5 năm 1940, trong khi Đại công tước và gia đình bà đang ở Colmar-Berg. Hôm đó, bà gọi một cuộc họp bất thường của các bộ trưởng hàng đầu của mình và tất cả họ quyết định đặt mình dưới sự bảo vệ của Pháp, được Đại công tước mô tả là một quyết định khó khăn nhưng cần thiết. Ban đầu, gia đình đã cư trú tại Château de Montastruc ở miền tây nam nước Pháp, nhưng sự xâm nhập nhanh chóng của lực lượng Đức vào Pháp sau đó là sự đầu hàng của Pháp vào tháng tới khiến chính phủ Pháp từ chối bất kỳ sự bảo đảm nào về an ninh cho chính phủ Luxembourg bị lưu đày, giấy phép đã được nhận để vượt qua Tây Ban Nha với điều kiện họ không dừng lại trên đường và Nữ công tước với các bộ trưởng của bà chuyển đến Bồ Đào Nha. Vào ngày 29 tháng 8 năm 1940, Charlotte đã ở London - Anh Quốc, nơi bà bắt đầu thực hiện các chương trình phát sóng ủng hộ về quê hương của mình bằng cách sử dụng BBC. Năm 1943, Charlotte và chính phủ Luxembourg đã tự thành lập tại Luân Đôn, các chương trình phát sóng của bà trở thành một đặc điểm thường xuyên hơn trong lịch trình của BBC, biến bà thành một trọng tâm cho các phong trào kháng chiến chống Đức cứu nước ở Luxembourg. Năm 1945, Đức quốc xã đầu hàng quân đồng minh, Charlotte trở về tổ quốc dưới sự chào đón nhiệt liệt của quần chúng.

## Hà Lan

### Thân vương quốc Orange-Nassau
- Willem I (tại vị:1806, phục vị:1813–1815)

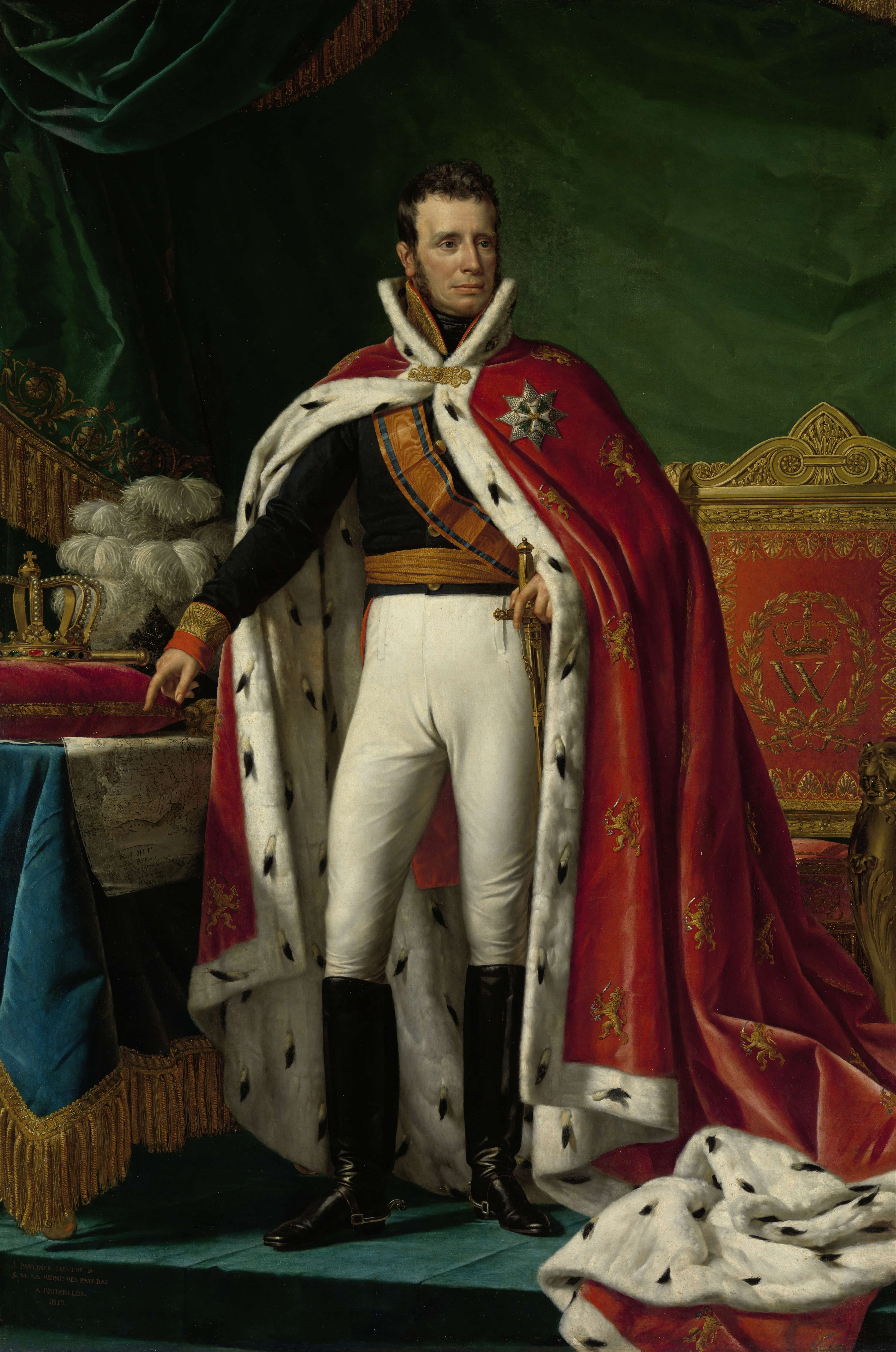
Willem I

Năm 1806, công tước Willem I của Thân vương quốc Nassau-Orange-Fulda tiếp quản thân vương quốc Orange-Nassau sau khi cha của ông là William V qua đời. Cũng năm đó, Napoléon I xâm chiếm Đức và chiến tranh nổ ra giữa Đế quốc Pháp và Phổ, Willem I đã ủng hộ người thân Phổ của mình, mặc dù trên danh nghĩa ông là một chư hầu của Pháp. Ông nhận được chỉ huy của một sư đoàn Phổ tham gia Trận Jena mật Auerstedt, quân Phổ đã thua trận chiến đó và Willem I buộc phải đầu hàng. Ông bị bắt làm tù binh chiến tranh, nhưng đã được tạm tha sớm, Napoleon I đã trừng phạt ông vì sự phản bội bằng cách không cho Willem I được phép tham gia chiến sự nữa. Sau thất bại của Napoléon I tại Leipzig tháng 10 năm 1813, quân đội Pháp đã rút về nước từ khắp các chiến trường châu Âu. Trong khoảng trống quyền lực tiếp theo, một số cựu chính trị gia Orangist và cựu người yêu nước đã thành lập một chính phủ lâm thời vào tháng 11 năm 1813. Mặc dù một số lượng lớn các thành viên của chính phủ lâm thời đã giúp đuổi William V mười tám năm về trước, nhưng điều đó được cho là của ông con trai sẽ phải đứng đầu bất kỳ chế độ mới. Họ cũng đồng ý rằng về lâu dài, người Hà Lan sẽ tự phục hồi Willem I, thay vì các cường quốc áp đặt ông lên đất nước. Sau khi được Driemanschap (Triumvirate) mời vào ngày 30 tháng 11 năm 1813, Willem I rời khỏi chiến binh HMS và đáp xuống bãi biển Scheveningen, ông trở lại vị trí công tước Orange-Nassau lần thứ hai, đến năm 1815 ông chính thức được chính phủ lâm thời đề nghị lên làm vua Hà Lan.

### Vương quốc Hà Lan

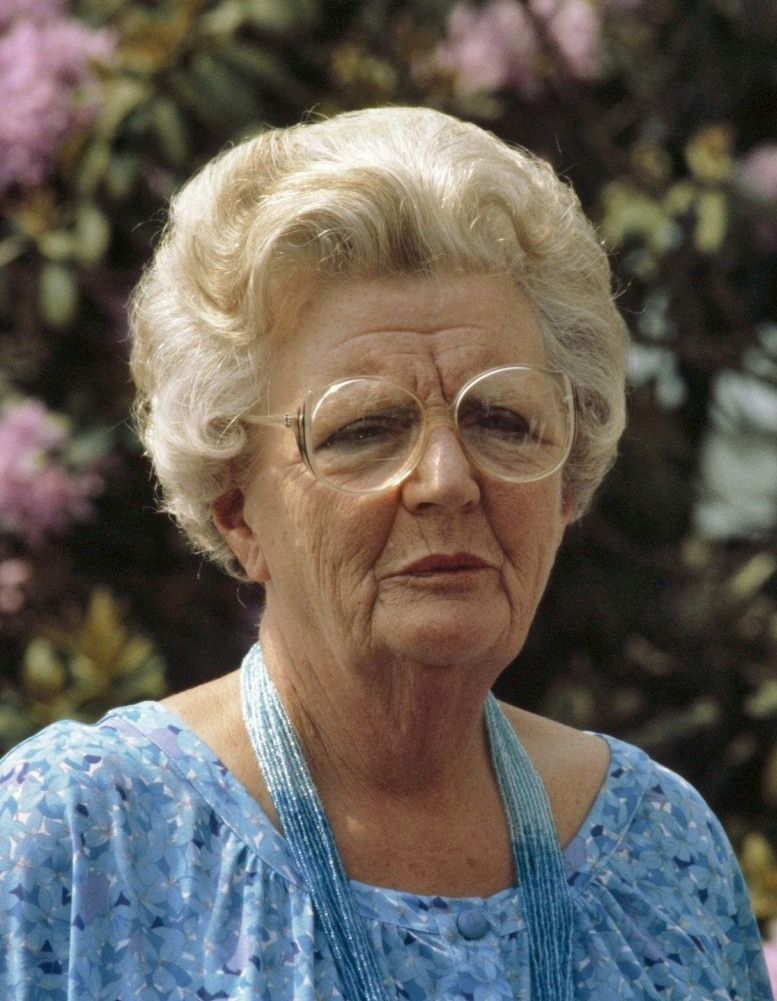
Juliana

- Wilhelmina Helena Pauline Maria (tại vị:1890–1940, phục vị:1945–1947, tái phục vị:1948)

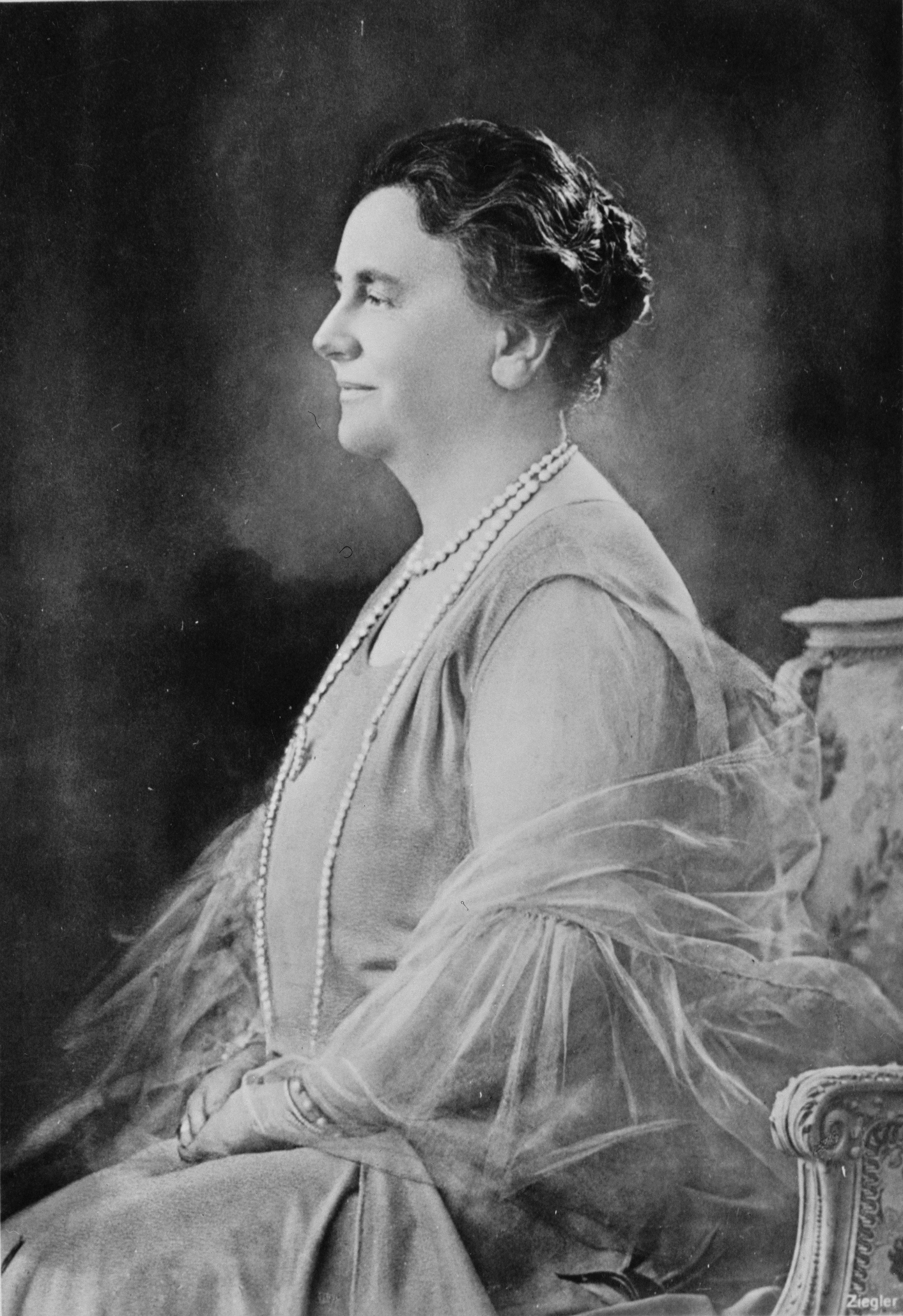
Wilhelmina Helena Pauline Maria

Năm 1940, phát xít Đức tấn công Hà Lan, nữ hoàng Wilhelmina Helena Pauline Maria và gia đình của bà chạy trốn khỏi The Hague, lên tàu HMS Hereward, một tàu khu trục của hải quân Anh, đi thẳng qua biển Bắc. Tại Anh Quốc, Wilhelmina Helena Pauline Maria phụ trách chính phủ Hà Lan lưu vong, thiết lập một chuỗi chỉ huy và ngay lập tức truyền thông điệp đến người dân của mình. Nhưng quan hệ giữa chính phủ Hà Lan và bà rất căng thẳng, với sự không thích lẫn nhau ngày càng tăng khi chiến tranh tiến triển, Wilhelmina Helena Pauline Maria tiếp tục là nhân vật nổi bật nhất, nhờ kinh nghiệm và kiến thức của mình, bà được kính trọng trong số các nhà lãnh đạo của thế giới. Thủ tướng Hà Lan Dirk Jan de Geer tin rằng quân Đồng minh sẽ không giành chiến thắng và có ý định mở các cuộc đàm phán với Đức vì một nền hòa bình riêng biệt, do đó Wilhelmina Helena Pauline Maria đã tìm cách loại bỏ ông này khỏi quyền lực, với sự giúp đỡ của một bộ trưởng, Pieter Gerbrandy, bà đã thành công. Khi Hà Lan được giải phóng vào tháng 3 năm 1945, Wilhelmina Helena Pauline Maria trở về cố quốc nhưng đã thất vọng khi thấy các phe phái chính trị lên nắm quyền lực như trước chiến tranh, bà đưa ra quyết định không trở lại cung điện của mình mà chuyển đến một biệt thự ở The Hague. Cùng thời gian đó, sức khỏe của Wilhelmina Helena Pauline Maria bắt đầu suy nhược, buộc bà phải tạm thời giao nhiệm vụ quân chủ cho con gái Juliana vào cuối năm 1947. Nhưng đầu năm 1948, Juliana đã ép mẹ ở lại vì sự ổn định của quốc gia, thúc giục bà ở lại ngai vàng cho đến năm 1950 để có thể ăn lễ mừng thọ kim cương 70 tuổi của mình.
Wilhelmina Helena Pauline Maria từng có ý định làm như vậy, nhưng sự kiệt sức đã buộc bà phải từ bỏ nghĩa vụ quân chủ cho Juliana một lần nữa vào ngày 12 tháng 5 năm 1948, thời điểm này thật không may, vì nó đã khiến Juliana phải đối phó với cuộc bầu cử sớm do sự nhượng lại của các thuộc địa Indonesia. Thất vọng vì trở lại chính trường trước chiến tranh và sự mất mát đang chờ xử lý của Indonesia, Wilhelmina Helena Pauline Maria thoái vị vào ngày 4 tháng 9 năm 1948.
- Juliana (tại vị:1947–1948, phục vị:1948–1980)

Năm 1947, Wilhelmina Helena Pauline Maria do sức khoẻ kém nên đã chuyển giao quyền lực chính trị cho con gái Juliana. Tuy nhiên, Juliana vì sự ổn định quốc gia đã trả ngai vàng cho mẹ vào đầu năm 1948 và ép mẹ nên ở lại đến năm 1950, nhưng Wilhelmina Helena Pauline Maria không thể trụ nổi trên cương vị quân chủ đành phải trao quyền cai trị Hà Lan cho con gái một lần nữa.

## Ý

### Triều đại Bavariacủangười Oliver
- Perctarit (tại vị:661–662, phục vị:671–688)

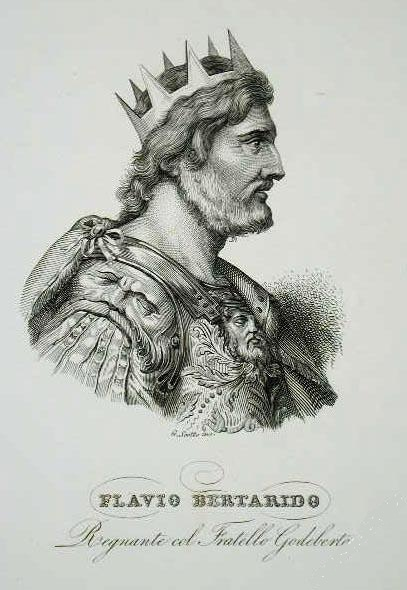
Perctarit

Năm 662, hưởng ứng lời kêu gọi hỗ trợ của vua Godepert trong cuộc chiến với người đồng trị vì cũng là anh trai của ông ta, vua Perctarit, Grimoald đã trao danh hiệu Công tước Benevento cho con trai cả Romuald của mình. Với sự giúp đỡ của Garibald, Công tước xứ Torino, Grimoald đã lật lọng bằng việc ám sát vua Godepert và buộc Perctarit phải chạy trốn, ông ta truy kích vợ và con trai của Perctarit đến Benevento rồi tự mình tiếp quản với tư cách là vua của những người Oliver. Grimoald qua đời năm 671 sau khi ký kết một hiệp ước với Franks, con trai thứ của ông ta là Garibald lên ngôi, Garibald trị vì đất nước được ba tháng thì bị phế truất bởi Perctarit quay về phục bích. Về phần Perctarit, sau khi bị trục xuất đầu tiên chạy sang Avar khagan Kakar, ông trở lại ngay sau đó để âm mưu chống lại Grimoald, nhưng cuộc chính biến thất bại nên đành trốn sang Francia. Khi Grimoald kết thúc một hiệp ước với Franks, Perctarit đang chuẩn bị chạy trốn sang Anh, thì tin tức về cái chết của Grimoald đã đến. Nhân cơ hội này Perctarit trở lại cố hương, ông hiệu triệu quần chúng ủng hộ mình, từ bỏ vị vua trẻ Garibald, kết quả ông giành thắng lợi tuyệt đối khiến Garibald buộc phải từ bỏ ngai vàng.

### Đại công quốcToscana

Ferdinando III

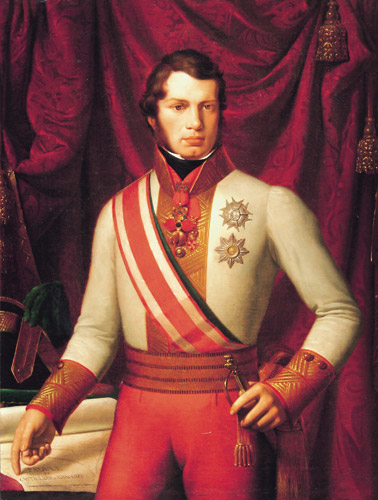
Leopold II

- Ferdinando III (tại vị:1790–1801, phục vị:1814–1824)

Năm 1801, khi hiệp ước Aranjuez được ký kết, Ferdinando III bị Napoleon đệ nhất buộc phải rời đến vương quốc Etruria, như là sự bồi thường đối với công tước xứ Parma của Nhà Bourbon, vốn bị truất quyền theo hiệp ước Lunéville trong cùng năm. Thay vào đó, Ferdinando III được trao cho chức công tước và Tuyển hầu tước xứ Salzburg, vùng đất thế tục của Tổng giám mục xứ Salzburg. Ông cũng được trao cho chức Tuyển hầu tước của Đế quốc La Mã Thần thánh vào năm 1802, nhưng sau khi Đế quốc La Mã Thần thánh tan rã vào năm 1806, danh hiệu "Tuyển hầu tước" cũng không còn nữa. Năm 1805, Ferdinando III bị buộc phải rời khỏi Salzburg, theo các điều khoản của Hiệp ước Pressburg nhằm sáp nhập lãnh thổ của ông vào anh trai là Hoàng đế Francis II. Thay vào đó, Ferdinand III được trao cho chức Công tước xứ Würzburg, một nhà nước mới được tạo ra cho ông từ Tổng giáo phận Würzburg, sau khi đế quốc La Mã thần thánh tan rã, ông nhận lãnh chức vụ mới là Đại Công tước xứ Würzburg. Năm 1814, Hoàng đế Napoléon I thất trận, Ferdinand III được phục chức Đại công tước xứ Toscana.
- Leopold II (tại vị:1824–1848, phục vị:1849–1859)

Năm 1848, các cuộc cách mạng trong khuôn khổ Risorgimentos đã khiến Leopold II phải ban hành hiến pháp vào ngày 15 tháng 2. Tuy nhiên, nó không đủ cho các lực lượng cực đoan trong dân chúng muốn xóa bỏ hoàn toàn sự cai trị của Áo. Leopold II buộc rời khỏi đất nước vào tháng 2 năm 1849 và thành lập một chính phủ cộng hòa lâm thời, trong một thời gian ngắn liên minh với Cộng hòa La Mã cách mạng, đồng thời tồn tại ở các nước Giáo hoàng trong khoảng năm tháng. Ngay trong tháng Tư, nỗ lực của một nền dân chủ cộng hòa ở Tuscany đã bị đàn áp bởi một cuộc phản công do quân đội Áo khởi xướng và Đại công tước Leopold II đã có thể trở lại.

### Vương quốcNapoli
Nhà Bourbon:

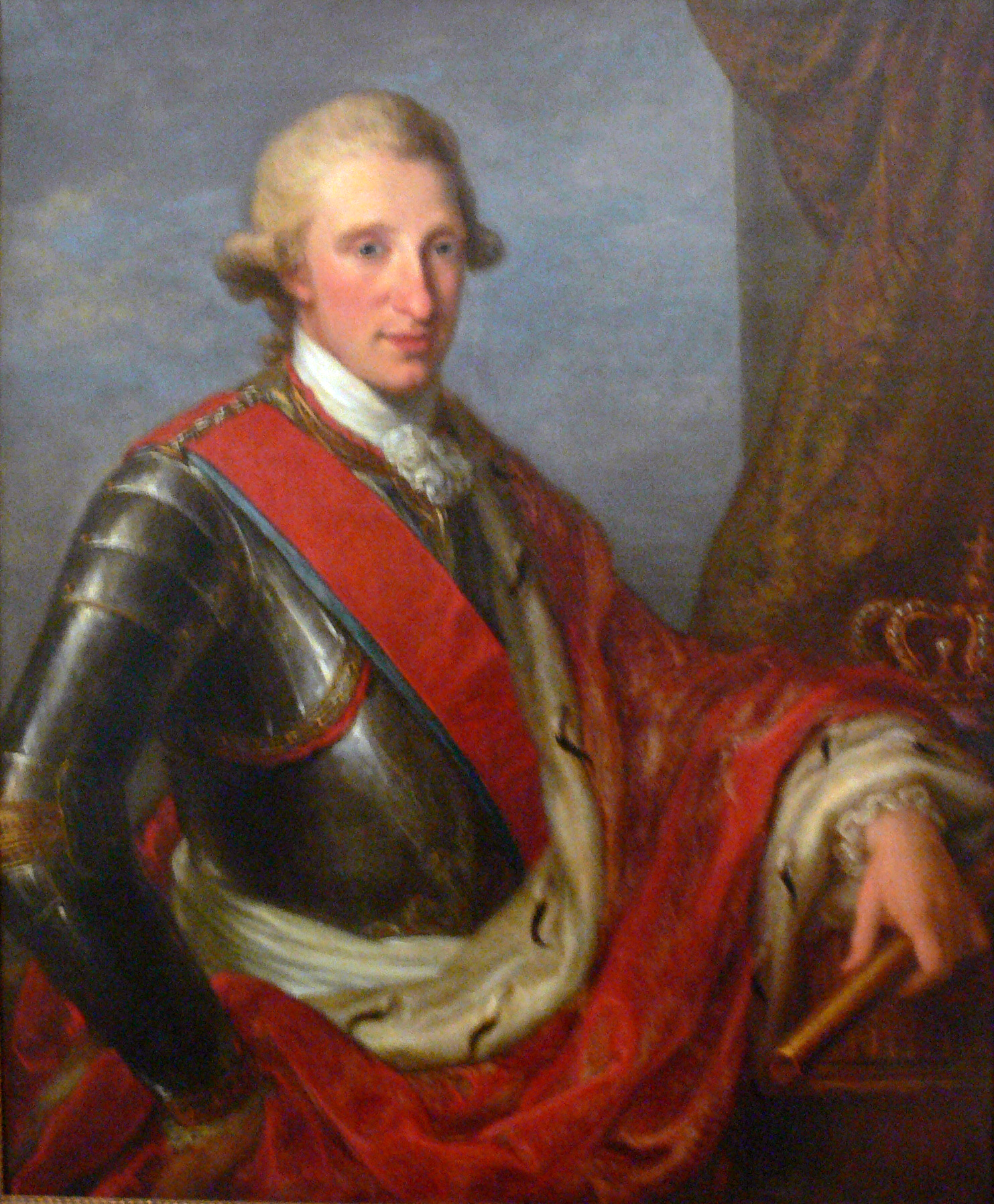
Ferdinand I

- Ferdinand I (tại vị:1759–1799, phục vị:1799–1806, tái phục vị:1815–1816)

Năm 1799, Ferdinand I không giữ được ngôi vua ở Napoli bởi sự thành lập nhà nước cách mạng Cộng hoà Parthenope. Cũng trong năm đó, nhà nước này bị giải thể, Ferdinand I phục bích. Năm 1806, Napoleon Bonaparte của đệ nhất đế chế Pháp tấn công như vũ bão, Ferdinand I buộc lòng phải từ bỏ ngai vàng lần thứ hai. Joseph Bonaparte được người Pháp đưa lên thay thế đến năm 1808, Joachim Murat nối tiếp quân vị cho đến khi Napoleon Bonaparte thất bại năm 1815, Ferdinand I quay trở lại vị trí vốn có của mình.

## Romania-Moldova

### Công quốc Moldavia
- Iliaș (tại vị:1432–1433, phục vị:1435–1443)
- Stephen II (tại vị:1433–1435, phục vị:1435–1447)
- Petru III (tại vị:1444–1445, phục vị:1447–1448, tái phục vị:1448)
- Roman II (tại vị:1447, phục vị:1447–1448)
- Alexăndrel (tại vị:1449, phục vị:1452–1454, tái phục vị:1455)
- Peter Aaron (tại vị:1451–1452, phục vị:1454–1455, tái phục vị:1455–1457)
- Petru Rareș (tại vị:1527–1538, phục vị:1541–1546)
- Alexandru IV Lăpușneanu (tại vị:1552–1561, phục vị:1564–1568)
- Peter the Lame (tại vị:1574–1577, phục vị:1578–1579, tái phục vị:1582–1591)
- Aaron the Tyrant (tại vị:1591–1592, phục vị:1592–1595)
- Ieremia Movilă (tại vị:1595–1600, phục vị:1600–1606)
- Mihail II Movilă (tại vị:1607, phục vị:1607)
- Constantin I Movilă (tại vị:1607, phục vị:1607–1611)
- Ștefan IX Tomșa (tại vị:1611–1615, phục vị:1621–1623)
- Radu Mihnea (tại vị:1616–1619, phục vị:1623–1626)
- Alexandru VII Iliaş (tại vị:1620–1621, phục vị:1631–1633)
- Miron Barnovschi-Movilă (tại vị:1626–1629, phục vị:1633)
- Moise Movilă (tại vị:1630–1631, phục vị:1633–1634)
- Vasile Lupu (tại vị:1634–1653, phục vị:1653)
- Gheorghe II Ștefan (tại vị:1653, phục vị:1653–1658)
- Constantin Șerban (tại vị:1659, phục vị:1661)
- Ștefăniță Lupu (tại vị:1659–1661, phục vị:1661)
- Gheorghe IV Duca (tại vị:1665–1666, phục vị:1668–1672, tái phục vị:1678–1683)
- Ștefan XI Petriceicu (tại vị:1672–1673, phục vị:1673–1674, tái phục vị:1683–1684)
- Dumitrașcu Cantacuzino (tại vị:1673, phục vị:1674–1675, tái phục vị:1684–1685)
- Dimitrie Cantemir (tại vị:1693, phục vị:1710–1711)
- Constantin Duca (tại vị:1693–1695, phục vị:1700–1703)
- Antioh Cantemir (tại vị:1695–1700, phục vị:1705–1707)
- Ioan Buhuș (tại vị:1703, phục vị:1709–1710)
- Mihail III Racoviță (tại vị:1703–1705, phục vị:1707–1709, tái phục vị:1715–1726)
- Nicolae Mavrocordat (tại vị:1709–1710, phục vị:1711–1715)
- Grigore II Ghica (tại vị:1726–1733, phục vị:1735–1739, tái phục vị:1739–1741, hựu tái phục vị:1747–1748)
- Constantine Mavrocordatos (tại vị:1733–1735, phục vị:1741–1743, tái phục vị:1748–1749, hựu tái phục vị:1769)
- Constantin Racoviță (tại vị:1749–1753, phục vị:1756–1757)
- Grigore Callimachi (tại vị:1761–1764, phục vị:1767–1769)
- Grigore III Ghica (tại vị:1764–1767, phục vị:1774–1777)
- Alexandru Moruzi (tại vị:1792, phục vị:1802, tái phục vị:1806–1807)
- Scarlat Callimachi (tại vị:1806, phục vị:1807–1810, tái phục vị:1812–1819)
- Veniamin Costache (tại vị:1807–1812, phục vị:1821)
- Grigore Alexandru Ghica (tại vị:1849–1853, phục vị:1854–1856)

### Công quốc Românească
- Mircea I the Elder (tại vị:1386–1394, phục vị:1397–1418)
- Radu II the Bald (tại vị:1420–1422, phục vị:1426–1427)
- Dan II (tại vị:1422–1426, phục vị:1427–1431)
- Vlad II the Dragon (tại vị:1436–1442, phục vị:1443–1447)
- Mircea al II-lea cel Tânăr (tại vị:1442, phục vị:1446–1447)
- Vladislav II (tại vị:1447–1448, phục vị:1448–1456)
- Vlad al III-lea Țepeș (tại vị:1448, phục vị:1456–1462, tái phục vị:1476)
- Radu cel Frumos (tại vị:1462–1473, phục vị:1473–1474, tái phục vị:1474, hựu tái phục vị:1474–1475)
- Basarab Laiotă cel Bătrân (tại vị:1473, phục vị lần một:1474, phục vị lần hai:1474, phục vị lần ba:1475–1476, phục vị lần bốn:1476–1477)
- Basarab IV Țepeluș cel Tânăr (tại vị:1477–1481, phục vị:1481–1482)
- Vlad Călugărul (tại vị:1481, phục vị:1482–1495)
- Radu V (tại vị:1522–1523, phục vị:1524, tái phục vị:1524–1525, hựu tái phục vị:1525–1529)
- Vladislav III (tại vị:1523, phục vị:1524, tái phục vị:1525)
- Mircea Ciobanul (tại vị:1545–1552, phục vị:1553–1554, tái phục vị:1558–1559)
- Alexandru II Mircea (tại vị:1568–1574, phục vị:1574–1577)
- Simion Movilă (tại vị:1600–1601, phục vị:1602)
- Radu Mihnea (tại vị:1601–1602, phục vị:1611, tái phục vị:1611–1616, hựu tái phục vị:1620–1623)
- Radu X Șerban (tại vị:1602–1610, phục vị:1611)
- Gabriel II Movilă (tại vị:1616, phục vị:1618–1620)
- Alexandru IV Iliaș (tại vị:1616–1618, phục vị:1627–1629)
- Grigore I Ghica (tại vị:1660–1664, phục vị:1672–1673)
- Nicolae Mavrocordat (tại vị:1715–1716, phục vị:1719–1730)
- Constantine Mavrocordatos (tại vị:1730, phụuc vị lần một:1731–1733, phục vị lần hai:1735–1741, phục vị lần ba:1744–1748, phục vị lần bốn:1756–1758, phục vị lần năm:1761–1763)
- Mihai Racoviță (tại vị:1730–1731, phục vị:1741–1744)
- Grigore II Ghica (tại vị:1733–1735, phục vị:1748–1752)
- Constantin Racoviță (tại vị:1753–1756, phục vị:1763–1764)
- Scarlat Ghica (tại vị:1758–1761, phục vị:1765–1766)
- Alexander Ypsilantis (tại vị:1774–1782, phục vị:1796–1797)
- Mihai Suțu (tại vị:1783–1786, phục vị:1791–1793, tái phục vị:1801–1802)
- Alexandru Moruzi (tại vị:1793–1796, phục vị:1799–1801)
- Barbu Știrbei (tại vị:1848–1853, phục vị:1854–1856)

### Công quốc Românească và Công quốc Moldavia
- Alexander the Child-Prince (tại vị:1623–1627, phục vị:1629–1630)

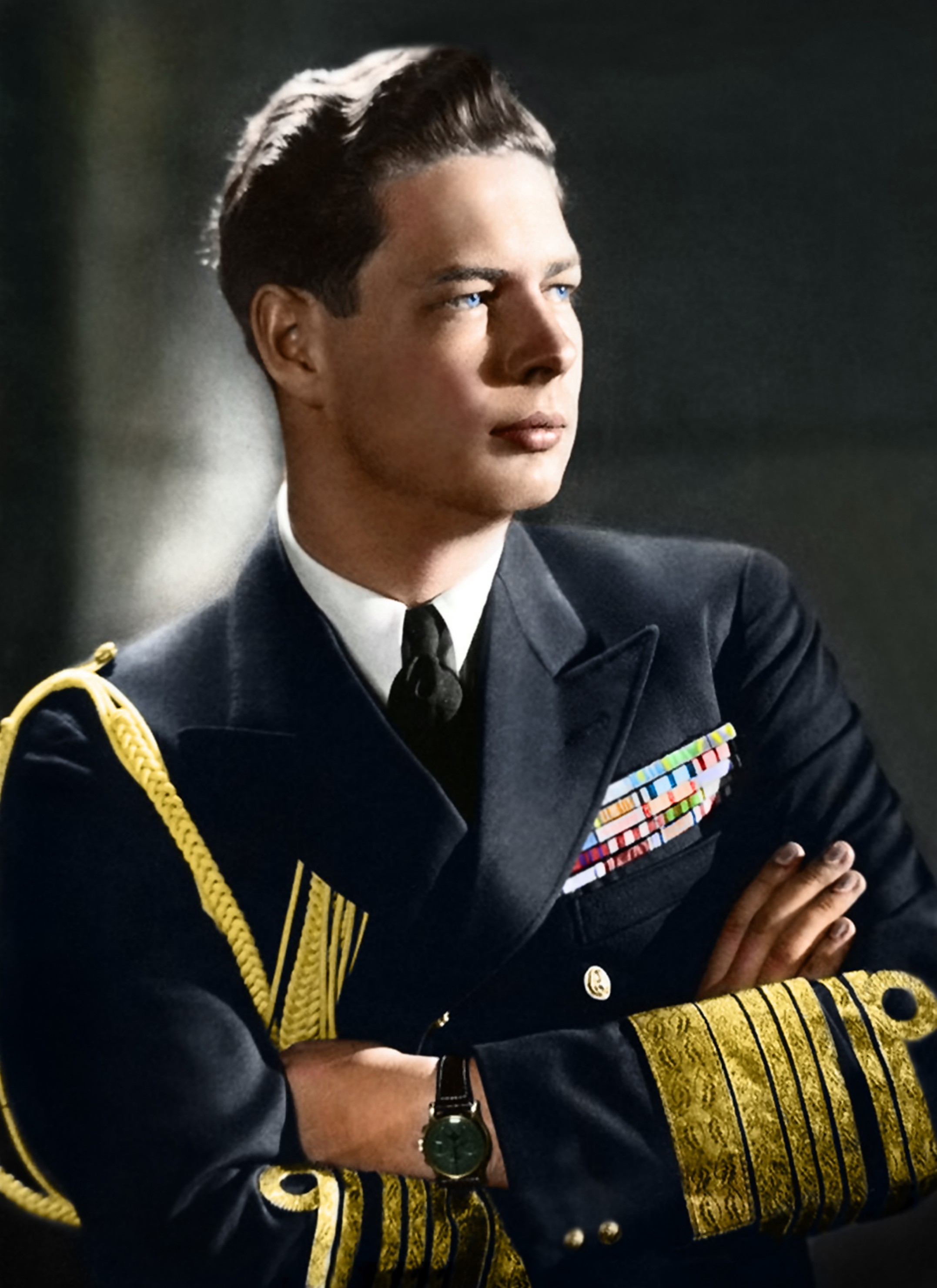
Michael I

### Vương quốc România
- Michael I (tại vị:1927–1930, phục vị:1940–1947)

Năm 1930, Carol II từ nước ngoài trở về România, khi vua cha Ferdinand I mất năm 1927 ông tuy mang danh là hoàng thái tử nhưng không có ở nhà nên con trai ông Michael I được quyền kế vị ngai vàng ông nội. Vì nhận thấy Michael I còn quá nhỏ, mới 9 tuổi chưa thể đủ năng lực đảm đang việc nước, một hội đồng nhiếp chính được thành lập bao gồm chú của ông là Hoàng tử Nicholas, Tổ phụ của Giáo hội Chính thống Rumani Miron Cristea và chủ tịch của Tòa án tối cao Gheorghe Buzdugan. Do Hội đồng đã tỏ ra không hiệu quả nên Carol II được mời về nước tức vị, Michael I lui về Đông cung làm vương trữ. Năm 1940, Carol II bị phế truất xuất bôn sang hải ngoại và Michael I một lần nữa trở thành vua, dưới chính phủ do nhà độc tài quân sự Ion Antonescu lãnh đạo, Romania đã trở thành liên kết với Đức Quốc xã.